# Nicușor Dan
Nicușor Daniel Dan (Făgăraș, 20 de diciembre de 1969) es un matemático, político y activista rumano que se desempeña como el 7.° presidente de Rumania desde el 26 de mayo de 2025. Anteriormente se desempeñó como alcalde de Bucarest de 2020 hasta 2025 y miembro de la Cámara de Diputados de 2016 a 2020.
Fue fundador y exlíder del partido político Unión Salvar Rumanía (USR), luego fue electo miembro de la Cámara de Diputados de Rumania de 2016 a 2020. En 2017, abandonó el partido USR. En 2020, se presentó como candidato independiente para alcalde de Bucarest, y ganó la elección, asumiendo su mandato en octubre del mismo año. En 2024, obtuvo la reelección. Ha sido descrito como un político centrista y europeísta.
Dan se postuló a las elecciones presidenciales rumanas de 2025, avanzó al balotaje y resultó elegido presidente tras derrotar al candidato ultraconservador George Simion.

## Biografía

Dan durante un debate presidencial de Euronews con George Simion, 8 de mayo de 2025

Nacido en Făgăraș, condado de Brașov, asistió a la escuela secundaria Radu Negru en su ciudad natal, graduándose en 1988. Ganó primeros premios en las Olimpíadas Internacionales de Matemáticas en 1987 y 1988 con puntuaciones perfectas. Dan se mudó a Bucarest a la edad de 18 años y comenzó a estudiar matemáticas en la Universidad de Bucarest.
En 1992 se trasladó a Francia para continuar sus estudios de matemáticas: siguió los cursos de la École Normale Supérieure, una de las grandes écoles francesas más prestigiosas, donde obtuvo un máster. En 1998, Dan completó un doctorado en matemáticas en la Universidad París 13, con la tesis "Courants de Green et prolongement méromorphe" escrita bajo la dirección de Christophe Soulé y Daniel Barsky. Regresó a Bucarest ese año, aduciendo como razones de su regreso su inadaptación a la cultura francesa y el deseo de cambiar Rumania.
Nicușor Dan fue uno de los creadores y el primer director administrativo de la Escuela Normal Superior de Bucarest, una universidad creada siguiendo el modelo de la École Normale Supérieure francesa dentro del Instituto de Matemáticas de la Academia Rumana. A 2011, fue profesor de matemáticas en el instituto.

## Activismo
En 1998, Dan fundó la Asociación "Tinerii pentru Acțiune Civică" ("Jóvenes por la Acción Cívica"), con la que quería reunir a mil jóvenes que querían cambiar Rumania, que era su objetivo declarado al regresar al país. A pesar de no lograr sus objetivos, la asociación organizó dos foros para jóvenes que estudiaron en el extranjero, en 2000 y 2002, en los que participaron unos cientos de personas. Fruto de estos foros se creó en el año 2000 la Asociación de investigadores rumanos “Ad Astra”.

## Vida personal
Nicușor Dan vive con su novia de mucho tiempo, Mirabela, una ejecutiva de Renault. Se convirtieron en padres en mayo de 2016 de una niña y en mayo de 2022 de un niño.